# Stenandrium rupestre
Stenandrium rupestre là một loài thực vật có hoa trong họ Ô rô. Loài này được (Sw.) Nees miêu tả khoa học đầu tiên năm 1847.